# Reginar I
No confundir con Roricon de Crépon Cuello Largo
Reginar o Reginaldo I Cuello Largo (h. 850 – 915) fue duque de Lotaringia desde 910 hasta su muerte. Se le considera como cabeza del clan de los regináridas, una importante familia noble lotaringia y era el nieto del emperador Lotario I.

## Vida
Era hijo de Gilberto, conde del Maasgau, y una hija de Lotario I cuyo nombre se desconoce (Hiltruda, Berta, Irmgarda y Gisela son buenos candidatos).
Sucedió a su padre en el Maasgau y fue el abad laico de Echternach entre 897 y 915, de Maastricht desde antes de mayo de 898, y de Stablo y Malmedy entre 900 y 902.
Fue el conde de Mons y Lieja cuando en 870 él y Franco, obispo de Lieja, lideraron un ejército contra los vikingos en Walacria. Él, como duque de Hesbaye y Henao, y Radboldo lideraron un ejército frisio contra las fuerzas de Rollón un poco más tarde, pero se vieron obligados a regresar a sus fortalezas.
En la Capitular de Quierzy de 877, aparece junto con su padre como uno de los regentes del reino durante la ausencia de Carlos el Calvo en su campaña italiana. Un Reginar aparece en el Asedio de París en 886, pero este podía haber sido su tío o su sobrino. El término "Reginar" o "Reginhar" (en francés: Régnier o Rainier) era frecuente en su familia.
Reginaldo fue originalmente un defensor de Zuentiboldo en 895, pero rompió con el rey en 898. Él y otros magnates que habían sido decisivos para la elección de Zuentiboldo tres años antes aprovecharon entonces la oportunidad que proporcionaba la muerte de Odón de Francia Occidental para invitar a Carlos el Simple a convertirse en rey de Lotaringia. Sus tierras fueron confiscadas, pero rechazó entregarlas y se atrincheró en Durfost, corriente abajo de Maastricht. Representantes de Carlos, Zuentiboldo y el emperador Arnulfo se encontraron en Sankt Goar y decidieron que la sucesión debía ir a Luis el Niño. Reginar mató a Zuentiboldo en batalla en agosto de 900.
Al principio, parecía que Luis se oponía a Reginar cuando nombró a Gerardo como el delegado en Lotaringia, pero los dos nunca estuvieron en guerra. En 908, Reginar recuperó Henao después de la muerte de Sigardo. Luego, después de la muerte de Gerardo en 910, en batalla contra los magiares, parece que Reginar fue su sucesor. Lideró a los magnates que se oponían a Conrado I de Alemania y eligieron a Carlos el Simple como rey. Carlos le dio el título de marchio en 915. Nunca aparece como duque de Lotaringia, pero fue, definitivamente, el comandante militar de la región bajo Carlos. Le sucedió su hijo Gilberto; sin embargo, los regináridas no consiguieron establecer su supremacía en Lotaringia como sí hicieron los liudolfingos o los liutpoldingos en los ducados de Sajonia y Baviera.

## Familia
De su esposa Hersinda (o Alberada), que murió antes que él, Reginaldo dejó los siguientes hijos:
- Gilberto de Lotaringia
- Reginaldo II de Henao
- Balderico, obispo de Utrique, aunque en algunas fuentes aparece como primo de Gilberto, duque de Lotaringia, e hijo de diferentes padres.
- Federico, arzobispo de Maguncia
- una hija, que se casó con Berengario, conde de Namur